# Arte Radio
ARTE Radio és una ràdio per Internet sense anuncis que produeix i emet podcasts des del 2002. És un magazín que ofereix creacions setmanals (ficcions, documentals, sèries), però també reunions regularment al voltant del feminisme, l'actualitat o la justícia. Considerat el pioner del podcast a França, ARTE Radio comptabilitza 400.000 oïdors per mes.

## Presentació general
és una ràdio per Internet francesa sota demanda creada el novembre de 2002. Ofereix més de dos mil documentals de so i creacions de ràdio per escoltar-los a voluntat. És una creació d'Arte France, la branca francesa del canal públic Arte. És no comercial i sense publicitat.
ARTE Radio es presenta en forma de magazín que ofereix nous podcasts setmanals (reportatges, documentals, ficció, peces de poesia sonora, cròniques ...). Aquestes creacions utilitzen els recursos d'escriptura de so, amb un treball que posa l'èmfasi en la qualitat d'enregistrament de so, edició i mescla. La majoria d'ells duren entre 3 i 50 minuts, però el més curt té una durada de 16 segons, i el més llarg de 88 min 46 segons.
ARTE Radio també ofereix una plataforma d'audioblogs que permet als usuaris d'Internet crear i compartir els seus propis podcasts i accedir a articles: entrevistes a personalitats del món de la ràdio, però també consells pràctics sobre la gravació de so o edició.
Més de 200.000 usuaris d'Internet visiten cada mes el lloc web d'ARTE Radio.

## Història i organització
ARTE Radio fou fundada el 2002 per iniciativa del president d'ARTE France Jérôme Clément i sobre una proposta d'Alain Joannès, per Silvain Gire (qui continua sent el director editorial) i Christophe Rault. Està dirigit per un equip de cinc empleats permanents, inclosos tres empleats a temps parcial, i una trentena d'autors habituals.
Des de 2017 ARTE Radio produeix podcasts recurrents com ara Un podcast à soi de Charlotte Bienaimé, Dépêche d'Olivier Minot, o també Fenêtre sur cour d'Elise Costa.
En total, més de 365 autors i directors de diversos orígens han col·laborat a ARTE Radio des de la seva fundació (professionals de la ràdio i el so, creadors inicials, escriptors, professors, periodistes, músics, estudiants, així com actors.

## Premis
- Prix SMA Awards 2018[9] al millor servei de podcast
- Prix Italia 2018 a la millor ficció radiofònica per Mon prince viendra[10] de Klaire fait Grr
- Premis Ondas 2017 internacional de ràdio per De Guerre en Fils[11] realitzat per François Pérache i Sabine Zovighian.